# Германское восточное общество (1898)
Германское восточное общество (нем. Deutsche Orient-Gesellschaft) — немецкая организация изучения Ближнего Востока со штаб-квартирой в Берлине.
Основано 24 января 1898 года в Берлине с целью исследования ближневосточных артефактов на фоне возросшего интереса к Библейским землям в конце XIX века. Параллельно развивалось национальное сознание интеллигенции Германской империи, которые не желали оставлять лавры первооткрывателей англичанам и французам.
Область интересов касалась культур Ближнего Востока с древности до начала исламского периода в лингвистической и археологической сферах.

## История

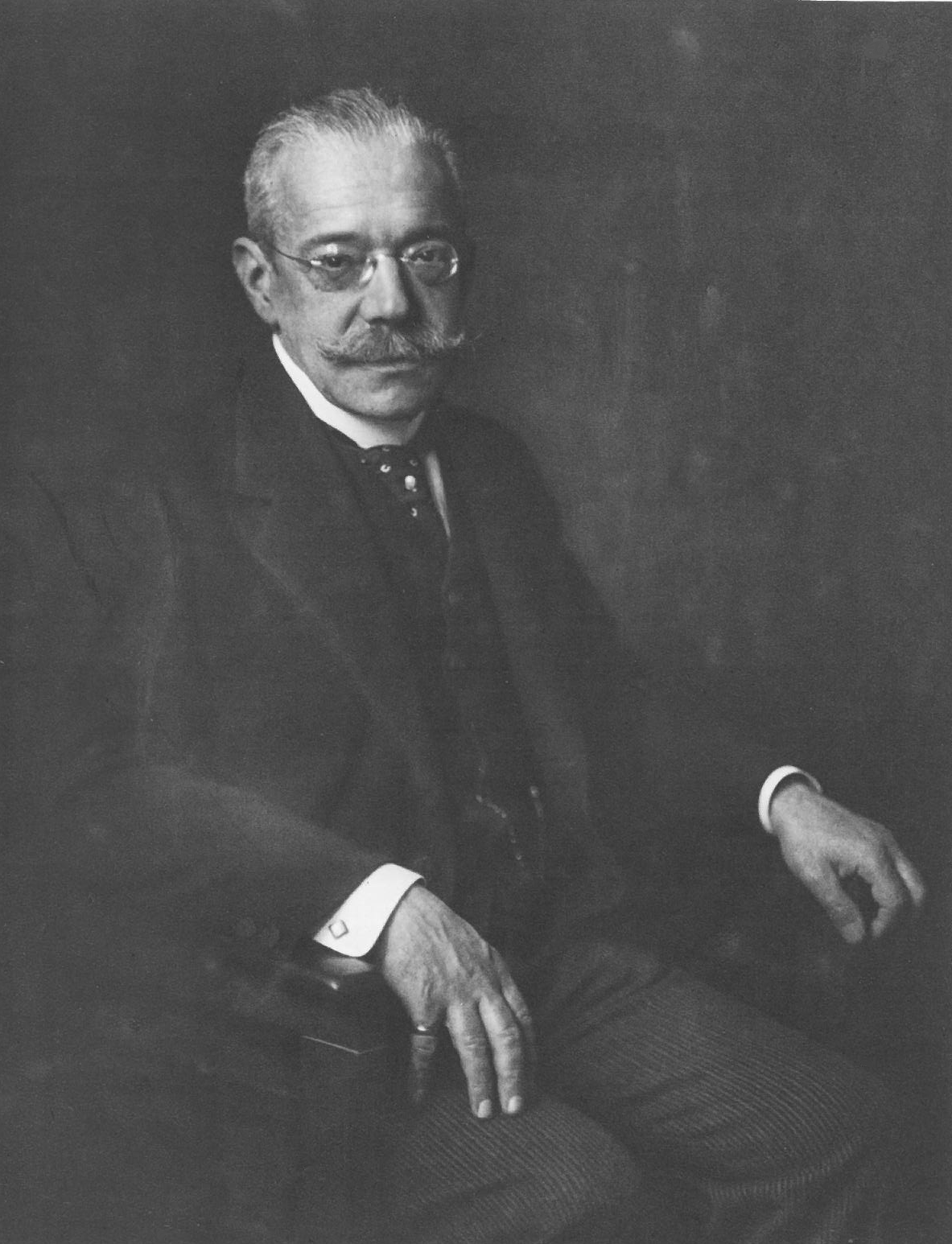
Джеймс Симон в 1895 году

Первыми членами общества стали известные и состоятельные люди. Основателями считаются берлинский меценат Джеймс Симон, а также меценат, коллекционер, банкир Франц фон Мендельсон. Их обширные связи способствовали финансированию дорогостоящих раскопок на Востоке. В 1901 году увлекающийся археологией император Вильгельм II взял общество под своё покровительство, перечисляя деньги с собственного счёта. Таким образом, в 1907 году общество получило в общей сложности более 350 000 марок.
Среди членов общества числились лица еврейского происхождения, среди которых обязанности протоколиста исполнял частный исследователь Бруно Гютенбок. Члены общества подверглись гонениям в период нацистской Германии.
В 1947 году Германское восточное общество было возрождено, и в 1998 году отметило свой 100-летний юбилей в Пергамском музее на музейном острове.
С 1990 года каждые два года общество организует лекции учёных со всего мира на различных университетских площадках Германии.

## Археологические раскопки

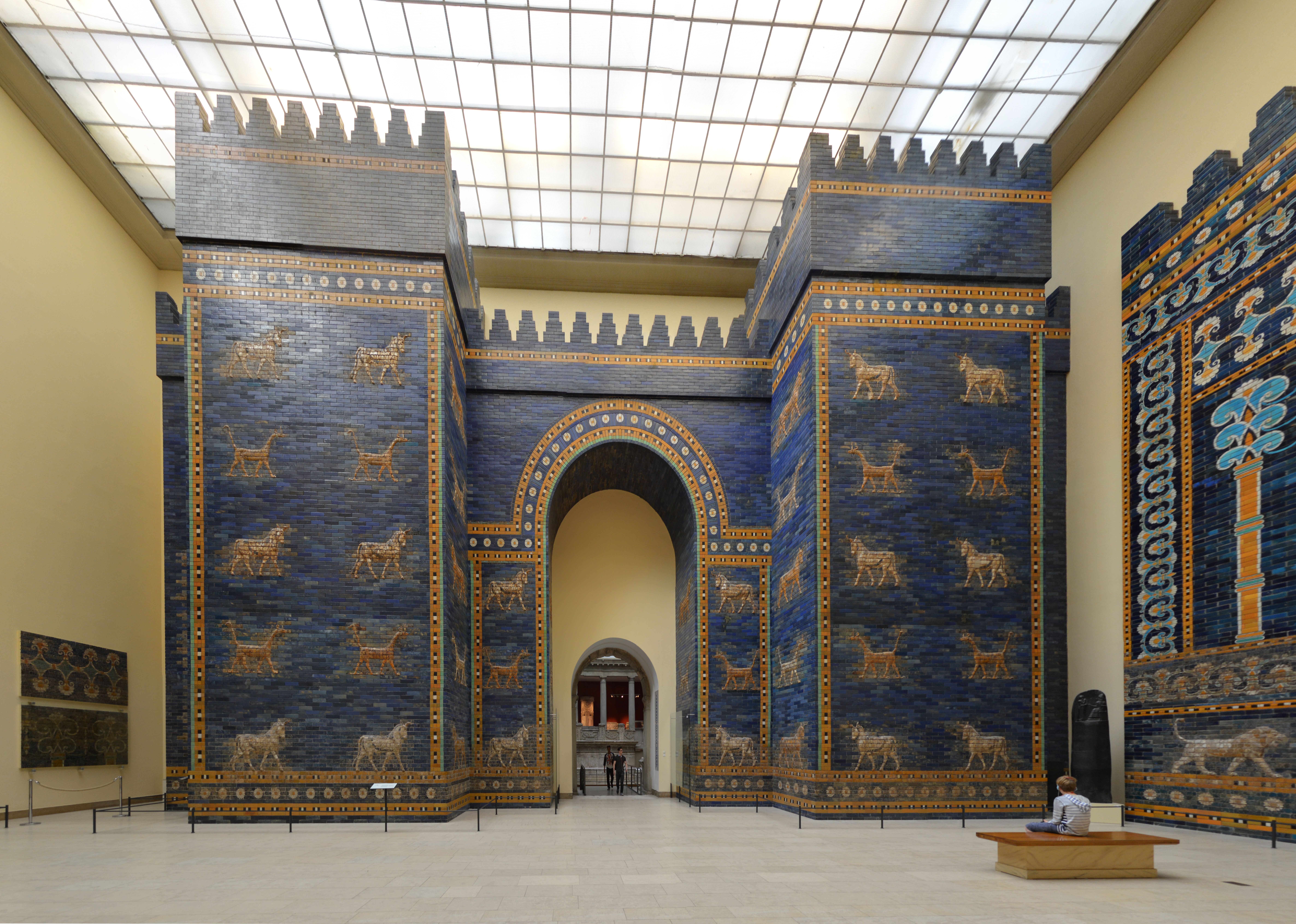
Ворота Иштар выставлены сегодня в Пергамском музее, Берлин

Исследование Вавилона сразу после начала компании привлекло всеобщее внимание. В 1899—1917 годах под руководством Роберта Кольдевея обнаружены ворота Иштар из дворца Навуходоносора, которые выставлены сегодня в Пергамском музее.
Благодаря патронату кайзера в 1903—1914 годах прошли успешные раскопки в Ашшуре под руководством Вальтера Андрэ. Находки середины 1920-х годов не все представлены в экспозиции Пергамского музея (Ближневосточный отдел), всё ещё проходя научное исследование.
В 1902 году по поручению Германского восточного общества в Египте Людвиг Борхардт раскапывал область, прилегающую к пирамиде в Абусире. В 1911—1914 годах он занялся Ахетатоном (Амарной), на раскопках которого был обнаружен знаменитый бюст Нефертити.
В 1906 году Гуго Винклер доказал, что руины возле турецкой деревни Богазкёй являются остатками столицы хеттской империи Хаттусы.
Первая мировая война прервала работы по изучению пластов древневостосточных культур в районах Борсиппа, Хатра, Иерихон, Кар-Tукульти-Нинурта, Урука.